# بونيتسفيل (كارولاينا الشمالية)
بونيتسفيل (بالإنجليزية: Bonnetsville CDP, North Carolina)‏ هي منطقة سكنية تقع بولاية كارولاينا الشمالية في الولايات المتحدة. تبلغ مساحتها 8.5 كم2، وترتفع عن سطح البحر 50 م، بلغ عدد سكانها 443 نسمة في عام 2010 حسب إحصاء مكتب تعداد الولايات المتحدة وتصل الكثافة السكانية فيها 52.1 نسمة لكل كيلومتر مربع (134.9/ميل2).

## التركيبة السكانية
حدّد مكتب تعداد الولايات المتحدة بيانات التركيبة السكانية لبونيتسفيل في تعداد الولايات المتحدة. في ما يلي، التركيبة السكانية حسب تعدادي 2000 و2010.

### تعداد عام 2000
بلغ عدد سكان بونيتسفيل 390 نسمة بحسب تعداد عام 2000، وبلغ عدد الأسر 148 أسرة وعدد العائلات 108 عائلة مقيمة في المنطقة السكنية. في حين سجلت الكثافة السكانية 45.9 نسمة لكل كيلومتر مربع (118.9/ميل2). وبلغ عدد الوحدات السكنية 183 وحدة بمتوسط كثافة قدره 21.5 لكل كيلومتر مربع (55.7/ميل2).
وتوزع التركيب العرقي للمنطقة السكنية بنسبة 55.13% من البيض و34.87% من الأمريكيين الأفارقة و1.03% من الأمريكيين الأصليين و5.64% من الأعراق الأخرى و3.33% من عرقين مختلطين أو أكثر و12.56% من الهسبانيون أو اللاتينيون من أي عرق.
بلغ عدد الأسر 148 أسرة كانت نسبة 36.5% منها لديها أطفال تحت سن الثامنة عشر تعيش معهم، وبلغت نسبة الأزواج القاطنين مع بعضهم البعض 52.7% من أصل المجموع الكلي للأسر، ونسبة 14.2% من الأسر كان لديها معيلات من الإناث دون وجود شريك،  بينما كانت نسبة 6.1% من الأسر لديها معيلون من الذكور دون وجود شريكة وكانت نسبة 27% من غير العائلات. تألفت نسبة 20.9% من أصل جميع الأسر من عدة أفراد يعيشون في نفس المنزل ونسبة 5.4% كانت تتألف من شخص يعيش بمفرده يبلغ من العمر 65 عاماً أو أكثر. وبلغ متوسط حجم الأسرة المعيشية 2.64، أما متوسط حجم العائلات فبلغ 3.06.
بلغ العمر الوسطي للسكان 34.6 عاماً. وكانت نسبة 25.9% من القاطنين تحت سن الثامنة عشر، وكانت نسبة 9% بين الثامنة عشر والرابعة والعشرين عاماً، ونسبة 31.8% كانت واقعةً في الفئة العمرية ما بين الخامسة والعشرين والرابعة والأربعين عاماً، ونسبة 25.4% كانت ما بين الخامسة والأربعين والرابعة والستين، ونسبة 7.9% كانت ضمن فئة الخامسة والستين عاماً فما فوق. يوجد لكل 100 أنثى 98.0 ذكر، ويوجد لكل 100 أنثى في الثامنة عشر من عمرها فما فوق 99.3 ذكر.
بلغ متوسط دخل الأسرة في المنطقة السكنية 32,083 دولارًا، أما متوسط دخل العائلة فبلغ 37,969 دولارًا. وكان متوسط دخل الذكور 27,500 دولارًا مقابل 16,583 دولارًا للإناث. وسجل دخل الفرد الخاص بالمنطقة السكنية 12,198 دولارًا. وكانت نسبة 12.9% من العائلات ونسبة 14.1% من السكان تحت خط الفقر، وكان من هؤلاء نسبة 20.6% تحت سن الثامنة عشر ونسبة 0% في الخامسة والستين من العمر وما فوق.

### تعداد عام 2010
بلغ عدد سكان بونيتسفيل 443 نسمة بحسب تعداد عام 2010، وبلغ عدد الأسر 171 أسرة وعدد العائلات 117 عائلة مقيمة في المنطقة السكنية. في حين سجلت الكثافة السكانية 52.1 نسمة لكل كيلومتر مربع (134.9/ميل2). وبلغ عدد الوحدات السكنية 190 وحدة بمتوسط كثافة قدره 22.4 لكل كيلومتر مربع (58.0/ميل2).
وتوزع التركيب العرقي للمنطقة السكنية بنسبة 47.18% من البيض و30.25% من الأمريكيين الأفارقة و1.58% من الأمريكيين الأصليين و18.96% من الأعراق الأخرى و2.03% من عرقين مختلطين أو أكثر و23.48% من الهسبانيون أو اللاتينيون من أي عرق.
بلغ عدد الأسر 171 أسرة كانت نسبة 30.4% منها لديها أطفال تحت سن الثامنة عشر تعيش معهم، وبلغت نسبة الأزواج القاطنين مع بعضهم البعض 49.1% من أصل المجموع الكلي للأسر، ونسبة 14% من الأسر كان لديها معيلات من الإناث دون وجود شريك،  بينما كانت نسبة 5.3% من الأسر لديها معيلون من الذكور دون وجود شريكة وكانت نسبة 31.6% من غير العائلات. تألفت نسبة 24.6% من أصل جميع الأسر من عدة أفراد يعيشون في نفس المنزل ونسبة 7.6% كانت تتألف من شخص يعيش بمفرده يبلغ من العمر 65 عاماً أو أكثر. وبلغ متوسط حجم الأسرة المعيشية 2.59، أما متوسط حجم العائلات فبلغ 2.99.
بلغ العمر الوسطي للسكان 37.3 عاماً. وكانت نسبة 20.8% من القاطنين تحت سن الثامنة عشر، وكانت نسبة 10.4% بين الثامنة عشر والرابعة والعشرين عاماً، ونسبة 29.6% كانت واقعةً في الفئة العمرية ما بين الخامسة والعشرين والرابعة والأربعين عاماً، ونسبة 26.4% كانت ما بين الخامسة والأربعين والرابعة والستين، ونسبة 12.9% كانت ضمن فئة الخامسة والستين عاماً فما فوق. وتوزع التركيب الجنسي للسكان بنسبة 49.9% ذكور و50.1% إناث.